# بليندا إيفا
بليندا إيفا (بالإنجليزية: Belinda Effah)‏ (مواليد 14 ديسمبر 1989، ولاية كروس ريفر)، هي مُمثلة ومُقدمة برامج نيجيرية. فازت بليندا سنة 2013 بجائزة الأكاديمية الأفريقية لأفضل مُمثلة واعدة في إطار حفل توزيع جوائز الأكاديمية الأفريقية للأفلام التاسع.

## الجوائز والترشيحات
| السنة | حفل توزيع الجوائز                                  | الجائزة                                      | العمل        | النتيجة |
| ----- | -------------------------------------------------- | -------------------------------------------- | ------------ | ------- |
| 2012  | حفل توزيع جوائز نوليوود للأفضل                     | أفضل مُمثل واعد (مُمثلة)                       | كوكوما       | فوز     |
| 2012  | حفل توزيع جوائز أكاديمية الأيقونات الذهبية للأفلام | أفضل مُمثلة قادمة                             | كوكوما       | فوز     |
| 2013  | حفل توزيع جوائز أفلام نوليوود                      | أفضل نجمة صاعدة                              | كوكوما       | فوز     |
| 2013  | حفل توزيع جوائز أفلام نوليوود                      | أفضل مُمثلة في فئة السكان الأصليين            | كوكوما       | رُشِّح     |
| 2013  | حفل توزيع جوائز الأكاديمية الأفريقية للأفلام       | جائزة الأكاديمية الأفريقية لأفضل مُمثلة واعدة | أوديمي مي    | فوز     |
| 2013  | جائزة نتانتا                                       |                                              | أوديمي مي    | فوز     |
| 2014  | جوائز إيلوي                                        | أفضل مُمثلة أفلام في السنة                    | بعد الإقتراح | رُشِّح     |
| 2014  | حفل توزيع جوائز أكاديمية الأيقونات الذهبية للأفلام | أفضل مُمثلة في دور مُساعد                      | أبايي        | فوز     |
| 2016  | جوائز أفريقيا ماجيك للمشاهدين                      | أفضل مُمثلة في فيلم درامي                     | قف           | رُشِّح     |